# Cortes de Barcelona (1283)
En las Cortes de Barcelona de 1283, el rey Pedro III de Aragón se comprometió a reunir las Cortes Catalanas una vez al año y a no promulgar ninguna constitución general o estatuto sin la aprobación de aquella institución. 
Estas cortes sirvieron para confirmar los privilegios, libertades, usos y costumbres de los catalanes. Al mismo tiempo, se limitó la capacidad real de imposición de tributos y se precisaron las competencias de los oficiales del rey (los veguers).
Otros acuerdos fueron:
- la reorganización de la administración de justícia aun aceptando que los vegueros no pudieran actuar fuera de los lugares de jurisdicción real
- las garantías a la libertad de comercio
- el reconocimiento de la existencia de regímenes municipales

El rey, además, se comprometió a respetar las libertades e inmunidades del clero e hizo importantes concesiones a la aristocracia, de los cuales derivó un reforzamiento del poder de los señores sobre sus campesinos y de la independencia de los barones respecto del rey.
Fue en ocasión de esta estancia del rey en Barcelona, y en este contexto negociador y organitzador, que los prohombres de la ciudad le demandaron que aprobase los privilegios concedidos a la ciudad por sus predecesores, y le suplicaron que otorgase otros capítulos y peticiones. El resultado fue el nombrado Recognoverunt Proceres (1284).
- Datos: Q5788808